# Tahō Nyorai
Tahō Nyorai (jap. 多宝如来 sanskryt: Prabhūtaratna) – budda „Wielu Skarbów”, uosabia obiektywną rzeczywistość i reprezentuje buddów przeszłości; postać z Sutry Lotosu, budda, który pojawia się w Wieży Skarbów, w czasie Ceremonii w Powietrzu, aby nieść świadectwo prawdy nauk Buddy Siakjamuniego. 
Zgodnie z jedenastym rozdziałem Sutry Lotosu, Budda Tahō żył w świecie Skarbu Czystości, na wschodzie wszechświata. Zaangażowany w praktykę jako bodhisattwa, ślubował, iż po osiągnięciu stanu nirwany nadal będzie pojawiał się w Wieży Skarbów, aby poświadczać ważność Sutry Lotosu, wszędzie tam gdzie jest nauczana. W rozdziale jedenastym Siakjamuni zbiera wszystkich buddów z całego wszechświata, a następnie otwiera Wieżę Skarbów. Na zaproszenie Buddy Tahō, Siakjamuni siada obok niego.